# Arhopalus ferus
Arhopalus ferus là một loài bọ cánh cứng trong họ Cerambycidae.

## Hình ảnh

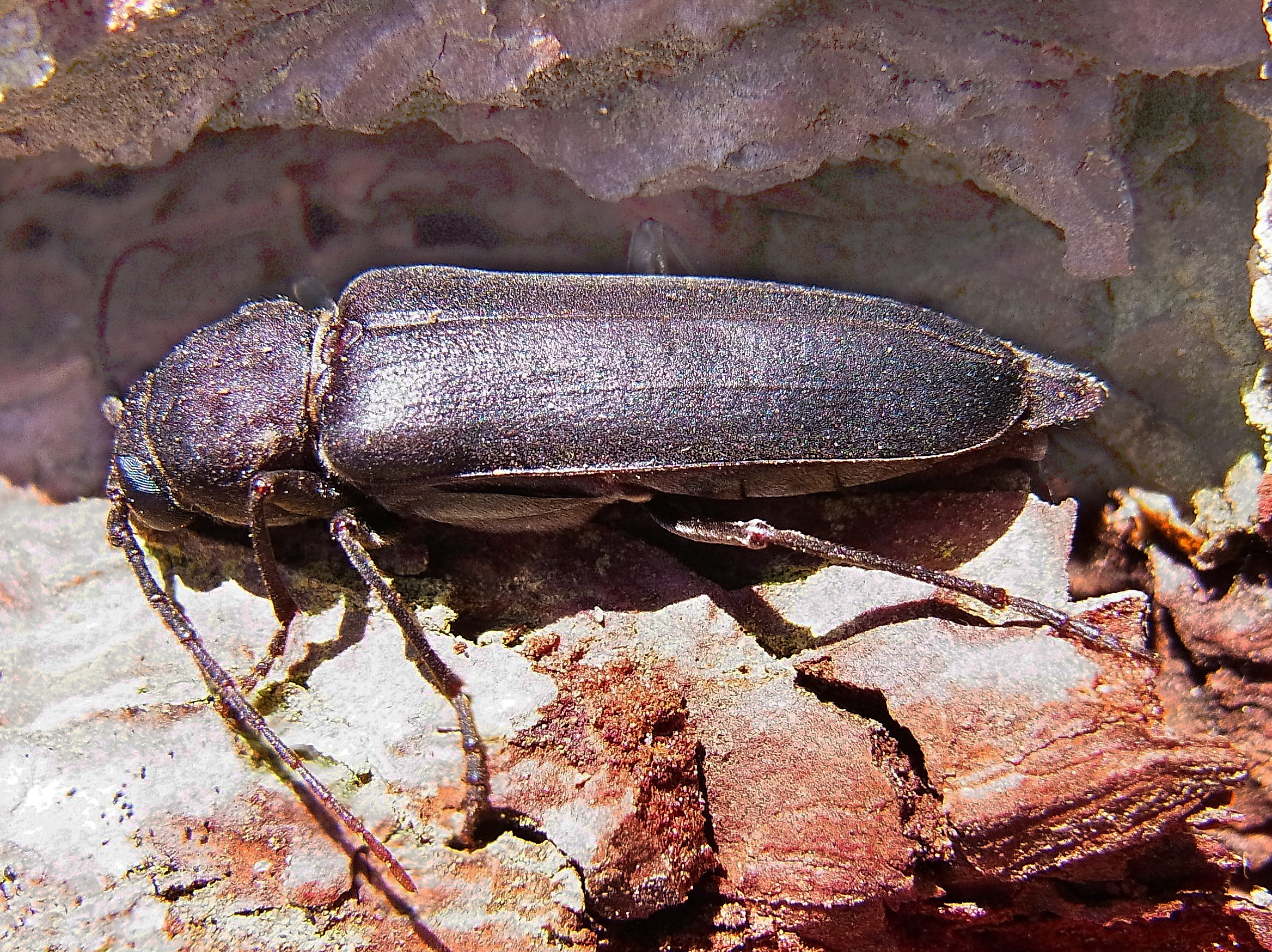
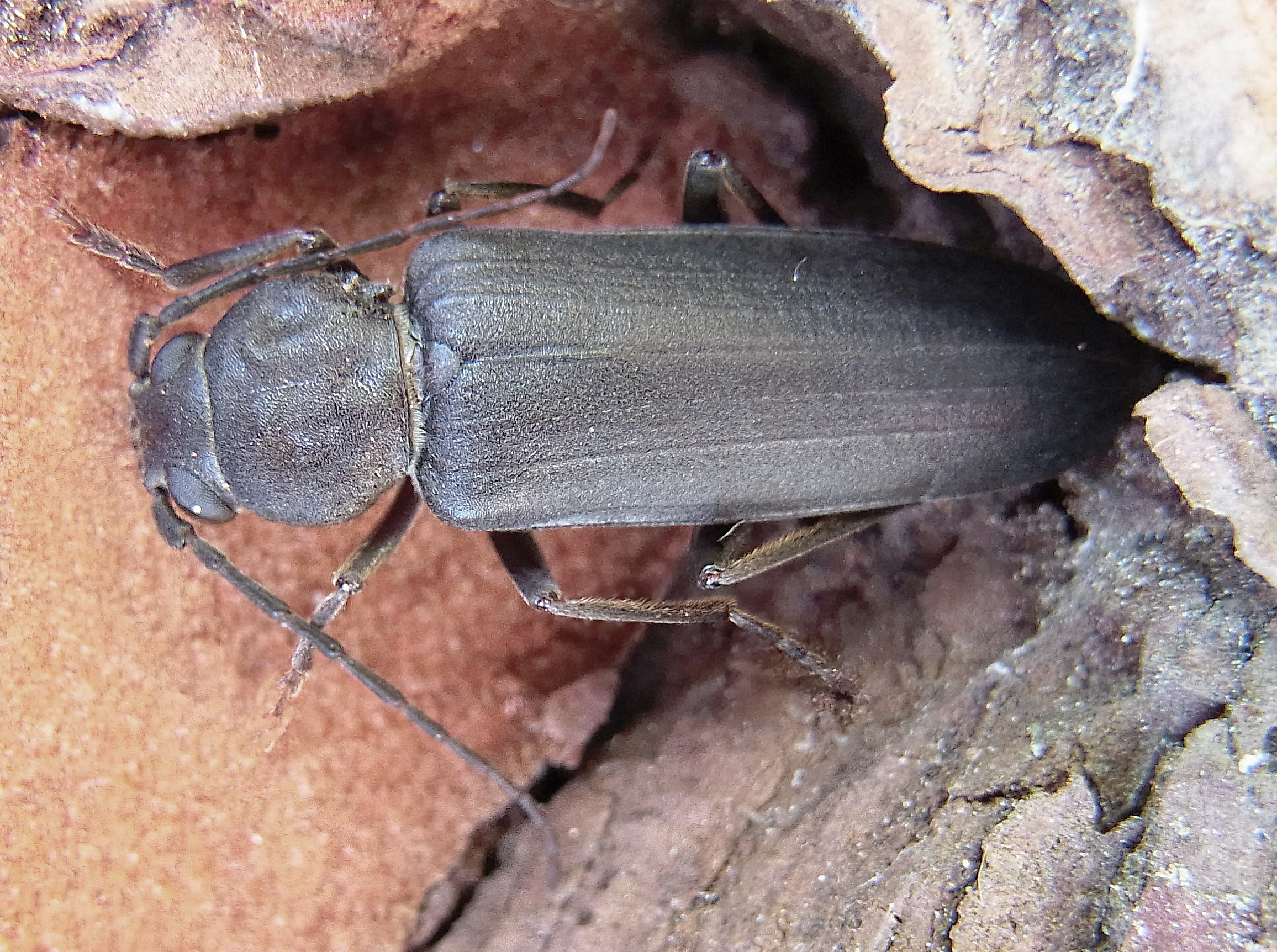
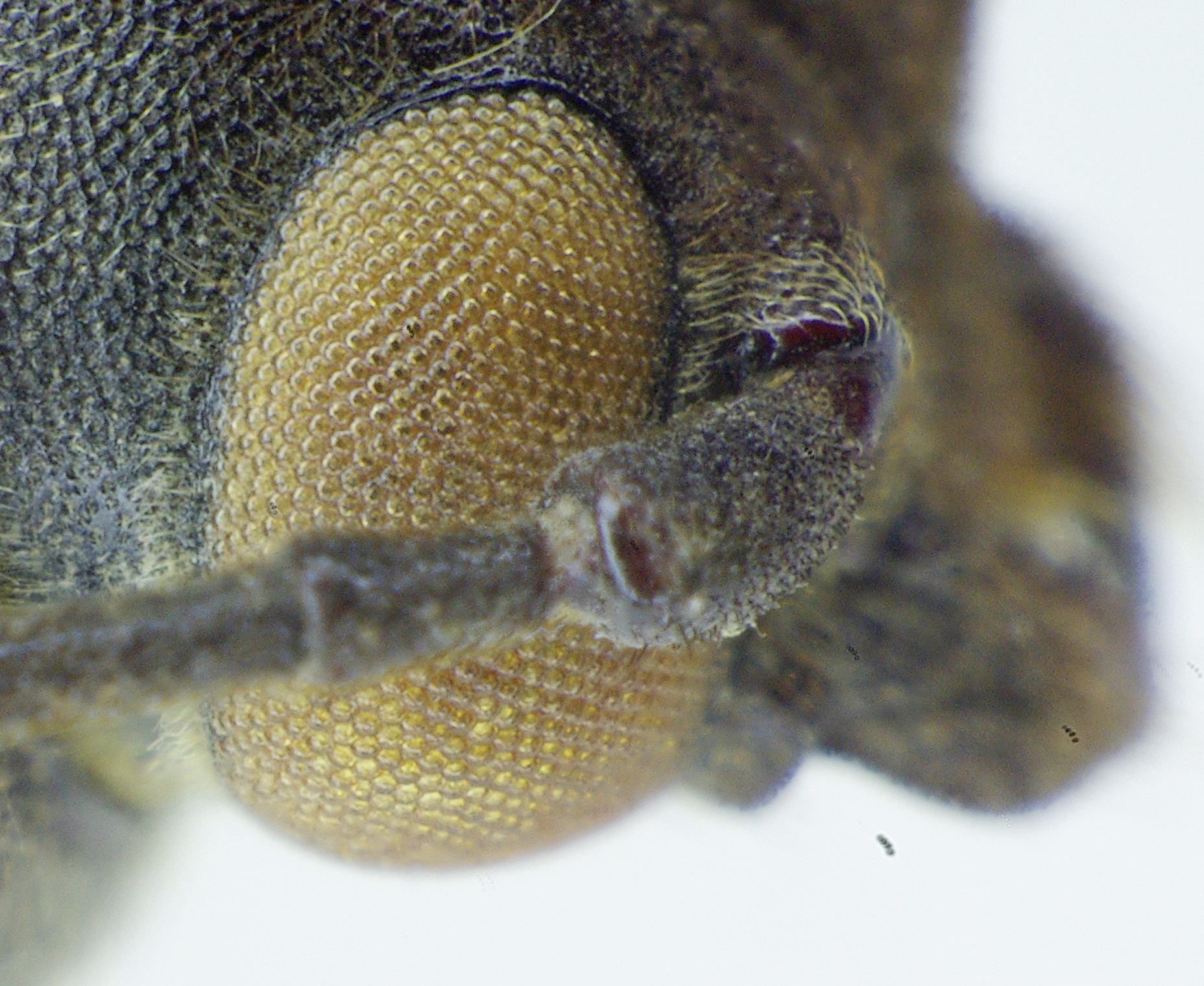
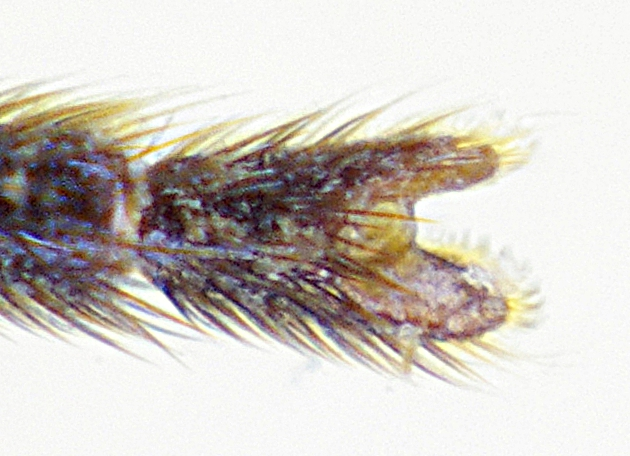